# Stavropol'
Stávropol' (in russo Ста́врополь?; dal 1935 al 1943 Vorošílovsk, Вороши́ловск) è una città della Russia sud-occidentale, centro amministrativo del territorio omonimo. La sua popolazione, nel 2015, era di 425 853 abitanti.

## Storia
Stavropol' fu fondata nel 1777 in seguito alla guerra tra Impero russo e Impero ottomano del 1768-1774 come avamposto militare e divenne una città nel 1785. Fu il principe Grigorij Potëmkin ad avere un ruolo fondamentale nella creazione della città, che inizialmente fu una delle dieci fortezze costruite tra Azov e Mozdok su ordine di Caterina II di Russia. Furono i cosacchi ad insediarsi nella zona, con la missione di difendere le frontiere dell'impero.
Il nome Stavropol' è la russificazione del nome greco Stauropolis, ovvero "la città della croce". Secondo una leggenda, sul sito in cui la fortezza sarebbe stata edificata, i soldati trovarono un'enorme croce di pietra.
La posizione geografica di Stavropol' fu d'aiuto all'impero russo nella sua azione di conquista del Caucaso. Già all'inizio del XIX secolo la città era divenuta un affollato snodo dei commerci del Caucaso settentrionale. Nel 1843 vi fu stabilita la sede dell'episcopato della Chiesa ortodossa russa e quattro anni dopo la città divenne il capoluogo amministrativo dell'omonimo governatorato. A causa dei pluriennali scontri con le popolazioni locali, lo zar Alessandro si affida al diplomatico e militare di origine greca, Konstantin Papandopulos, il quale in breve tempo riporta la pace. In premio, lo zar gli regala la cittadina di Stavropol' e lo fa governatore. Alla fine del secolo, ammalatosi, il Papandopulos va a curarsi a Wiesebaden, dove conosce la cantante lirica Maia Strozzi, a detta di Thomas Mann, la più grande cantante dell'epoca. Dalla loro unione, nascerà il compositore croato Boris Papandopulo (che nel 1946 fonderà l'orchestra e l'Opera a Fiume), in teoria l'ultimo Governatore di Stavropol'.
Durante la guerra civile russa la città passò di mano diverse volte, fino ad essere definitivamente occupata dall'Armata Rossa il 29 gennaio 1920, a spese dell'Armata dei Volontari del generale Anton Denikin. La città nel 1935 fu ribattezzata Vorošilovsk in onore di Kliment Vorošilov, ma riprese il suo nome originale nel 1943.
Durante la seconda guerra mondiale, tra il 3 agosto 1942 ed il 13 gennaio 1943, la città fu occupata dall'esercito della Germania nazista.
È del 1946 la realizzazione di un gasdotto che collega i locali siti di estrazione del gas naturale alla città di Mosca. Il presidente dell'Unione Sovietica, Michail Gorbačëv, è nato nel Territorio di Stavropol' ed ha vissuto diversi anni a Stavropol' come capo della locale amministrazione.

## Monumenti e luoghi d'interesse
La città possiede uno tra i più grandi e migliori parchi urbani della Russia

### Architetture religiose

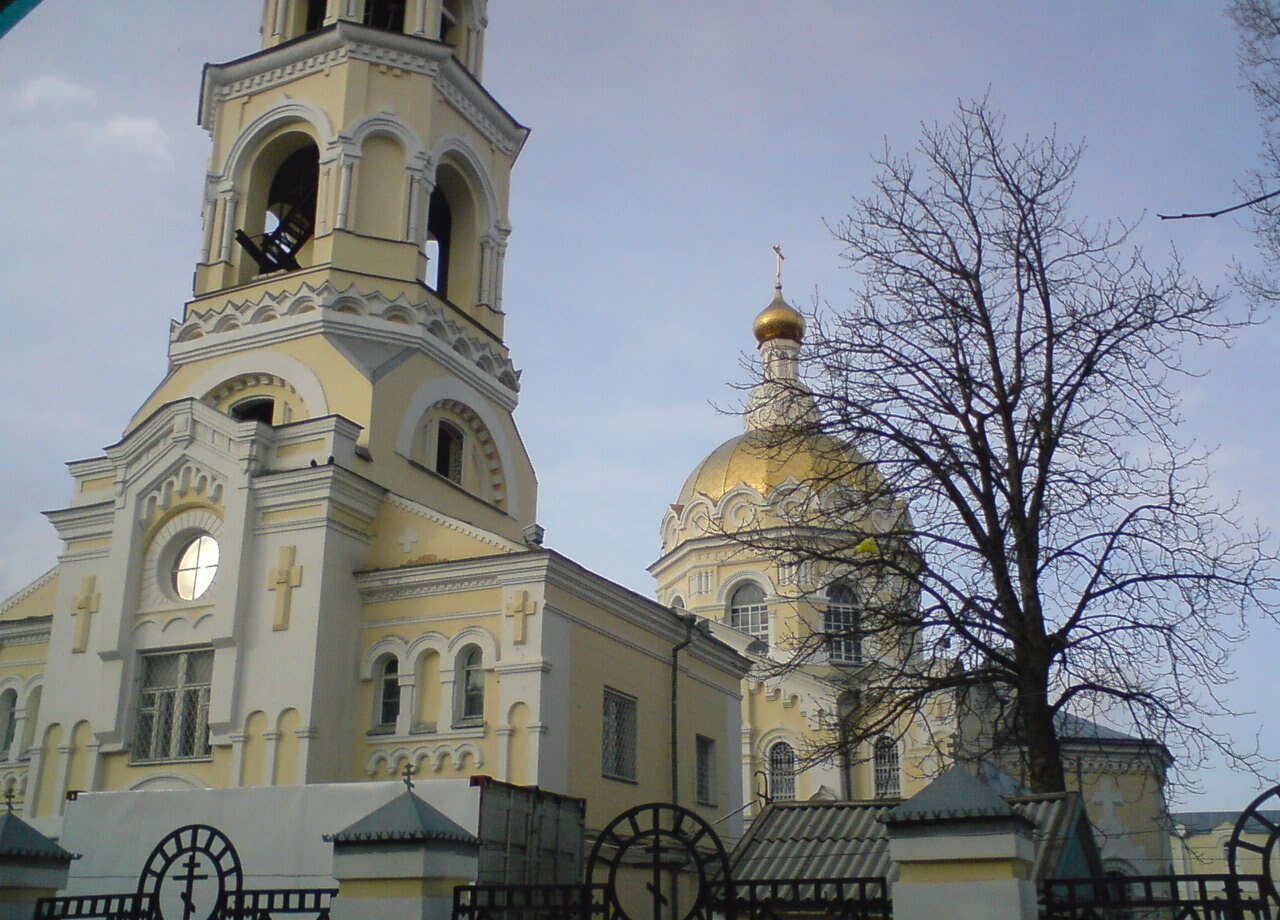
Cattedrale di Sant'Andrea

- Cattedrale di Sant'Andrea

## Economia
L'economia di Stavropol' è principalmente industriale, centrata sulla produzione di automobili, mobili, materiali e accessori per l'edilizia.

## Cultura

### Istruzione
I principali istituti accademici della città sono:
- Università federale nordcaucasica
- Università agraria statale
- Università medica statale

## Infrastrutture e trasporti
L'area urbana è collegata alle altre città russe tramite ferrovia, autostrada e collegamenti aerei.

## Società

### Evoluzione demografica
Fonte: mojgorod.ru
- 1897: 41 600
- 1926: 57 500
- 1939: 85 300
- 1959: 141 000
- 1970: 198 000
- 1979: 258 200
- 1989: 318 300
- 2002: 354 867
- 2007: 359 700

### Etnie e minoranze straniere
Una parte consistente della popolazione cittadina consiste di rifugiati, che sfuggono all'instabilità politica ed economica delle regioni vicine e degli stati caucasici confinanti.

## Sport

### Calcio
La squadra di calcio locale è la Dinamo Stavropol'.

## Amministrazione

### Gemellaggi
- Béziers
- Des Moines
- Pazardžik
- Temuco